# 24 ur Le Mansa 1956
24 ur Le Mansa 1956 je bila štiriindvajseta vzdržljivostna dirka 24 ur Le Mansa. Potekala je 28. in 29. junija 1956.

## Rezultati

### Uvrščeni
| Poz | Razred | Št | Moštvo                        | Dirkači                                    | Šasija                  | Motor                   | Krogi |
| --- | ------ | -- | ----------------------------- | ------------------------------------------ | ----------------------- | ----------------------- | ----- |
| 1   | S 5.0  | 4  | Ecurie Ecosse                 | Ninian Sanderson Ron Flockhart             | Jaguar D-Type           | Jaguar 3.4L I6          | 300   |
| 2   | S 3.0  | 8  | Aston Martin Ltd.             | Stirling Moss Peter Collins                | Aston Martin DB3S       | Aston Martin 2.9L I6    | 299   |
| 3   | S 3.0  | 12 | Scuderia Ferrari              | Olivier Gendebien Maurice Trintignant      | Ferrari 625LM Touring   | Ferrari 2.5L I4         | 293   |
| 4   | S 5.0  | 5  | Equipe Nationale Belge        | Jacques Swaters Freddy Rousselle           | Jaguar D-Type           | Jaguar 3.4L I6          | 284   |
| 5   | S 1.5  | 25 | Porsche KG                    | Richard von Frankenberg Wolfgang von Trips | Porsche 550A/4 RS Coupe | Porsche 1.5L Flat-4     | 282   |
| 6   | S 5.0  | 1  | Jaguar Cars Ltd.              | Mike Hawthorn Ivor Bueb                    | Jaguar D-Type FI        | Jaguar 3.4L I6          | 280   |
| 7   | S 1.1  | 36 | Lotus Engineering             | Reg Bicknell Peter Jopp                    | Lotus 11                | Coventry Climax 1.1L I4 | 253   |
| 8   | S 1.1  | 33 | Cooper Car Company            | Ed Hugus John Bentley                      | Cooper T39              | Coventry Climax 1.1L I4 | 252   |
| 9   | S 1.5  | 30 | Claude Bourillot              | Claude Bourillot Henri Perroud             | Maserati 150S           | Maserati 1.5L I4        | 245   |
| 10  | S 750  | 40 | Automobiles Deutsch et Bonnet | Gérard Laureau Paul Armagnac               | DB HBR5                 | Panhard 0.7L Flat-2     | 231   |
| 11  | S 750  | 45 | Automobiles Deutsch et Bonnet | Jean-Claude Vidilles Jean Thépenier        | DB HBR                  | Panhard 0.7L Flat-2     | 225   |
| 12  | S 750  | 46 | Automobiles Deutsch et Bonnet | André Héchard Roger Masson                 | DB HBR                  | Panhard 0.7L Flat-2     | 220   |
| 13  | S 1.5  | 34 | Porsche KG                    | Roland Bourel Maurice Slotine              | Porsche 356A/4          | Porsche 1.3L Flat-4     | 212   |
| 14  | S 1.1  | 41 | Just-Emile Vernet             | Jean-Marie Dumazer Lucien Campion          | VP 166R                 | Renault 0.8L I4         | 210   |

### Neuvrščeni
| Poz | Razred | Št | Moštvo            | Dirkači                 | Šasija                | Motor                | Krogi |
| --- | ------ | -- | ----------------- | ----------------------- | --------------------- | -------------------- | ----- |
| 15  | S 3.0  | 14 | Aston Martin Ltd. | Tony Brooks Reg Parnell | Aston Martin DBR1/250 | Aston Martin 2.5L I6 | 246   |

### Odstopi
| Poz | Razred | Št | Moštvo                        | Dirkači                                      | Šasija                        | Motor                   | Krogi |
| --- | ------ | -- | ----------------------------- | -------------------------------------------- | ----------------------------- | ----------------------- | ----- |
| 16  | S 3.0  | 17 | Automobiles Talbot            | Louis Rosier Jean Behra                      | Talbot-Lago Sport 2500        | Maserati 2.5L I6        | 220   |
| 17  | S 5.0  | 6  | Roger Walshaw                 | Roger Walshaw Peter Bolton                   | Jaguar XK140                  | Jaguar 3.5L I6          | 209   |
| 18  | S 3.0  | 9  | Aston Martin Ltd.             | Peter Walker Roy Salvadori                   | Aston Martin DB3S             | Aston Martin 2.9L I6    | 173   |
| 19  | S 1.5  | 32 | Lotus Engineering             | Colin Chapman Herbert MacKay-Fraser          | Lotus 11                      | Coventry Climax 1.5L I4 | 172   |
| 20  | S 2.0  | 22 | Jean Lucas                    | Francois Picard Robert Tappan                | Ferrari 500 TR                | Ferrari 2.0L I4         | 137   |
| 21  | S 1.5  | 24 | Porsche KG                    | Umberto Maglioli Hans Herrmann               | Porsche 550A/4 RS             | Porsche 1.5L Flat-4     | 136   |
| 22  | S 1.1  | 37 | René Breuil                   | Jean Py Yves Dommée                          | RB                            | Fiat-O.S.C.A. 1.1L I4   | 116   |
| 23  | S 3.0  | 4  | Scuderia Ferrari              | André Simon Phil Hill                        | Ferrari 625LM Touring         | Ferrari 2.5L I4         | 107   |
| 24  | S 2.0  | 23 | Automobiles Frazer Nash Ltd.  | Richard Stoop Tony Gaze                      | Frazer Nash Sebring           | Bristol 2.0L I6         | 100   |
| 25  | S 3.0  | 16 | Automobiles Gordini           | Hernando da Silva Ramos André Guelfi         | Gordini T23S                  | Gordini 2.5L I6         | 90    |
| 26  | S 1.1  | 35 | Lotus Engineering             | Cliff Allison Keith Hall                     | Lotus 11                      | Coventry Climax 1.1L I4 | 89    |
| 27  | S 3.0  | 19 | Jean-Paul Colas               | Serge Nersessian Georges Monneret            | Salmson 2300S                 | Salmson 2.3L I4         | 80    |
| 28  | S 3.0  | 15 | Automobiles Gordini           | Robert Manzon Jean Guichet                   | Gordini T15S                  | Gordini 2.5L I8         | 80    |
| 29  | S 2.0  | 20 | Equipe Nationale Belge        | Alain de Changy Lucien Bianchi               | Ferrari 500 TR                | Ferrari 2.0L I4         | 76    |
| 30  | S 1.5  | 29 | Automobiles Gordini           | André Milhoux Charles de Clareur             | Gordini T17S                  | Gordini 1.5L I6         | 67    |
| 31  | S 750  | 48 | Moretti Automobili            | Marcel Lauga Jean-Michel Durif               | Moretti 750 Gran Sport Zagato | Moretti 0.7L I4         | 62    |
| 32  | S 1.5  | 26 | Porsche KG                    | Max Nathan Helm Glöckler                     | Porsche 356 Carrera 1500      | Porsche 1.5L Flat-4     | 61    |
| 33  | S 2.0  | 21 | Pierre Meyrat                 | Pierre Meyrat Fernand Tavano                 | Ferrari 500 TR                | Ferrari 2.0L I4         | 61    |
| 34  | S 3.0  | 7  | Prince Metternich             | Prince Paul Metternich Wittigo von Einsiedel | Mercedes-Benz 300 SL          | Mercedes-Benz 3.0L I6   | 58    |
| 35  | S 750  | 49 | Automobiles Panhard           | Jean Hémard Pierre Flahaut                   | Monopole X88                  | Panhard 0.7L Flat-2     | 4650  |
| 36  | S 1.5  | 27 | Wolfgang Seidel               | Mathieu Hezemans Carel Godin de Beaufort     | Porsche 550A/4 RS             | Porsche 1.5L Flat-4     | 48    |
| 37  | S 750  | 50 | Automobiles Panhard           | Pierre Chancel André Beaulieux               | Monopole X88                  | Panhard 0.7L Flat-2     | 46    |
| 38  | S 1.5  | 28 | Gustave Olivier               | Claude Storez Helmut Polensky                | Porsche 550/4 Spyder          | Porsche 1.5L Flat-4     | 45    |
| 39  | S 750  | 52 | Automobili Stanguellini       | René Philippe Faure Gilbert Foury            | Stanguellini 750 Sport        | Fiat 0.7L I4            | 36    |
| 40  | S 1.5  | 31 | Lois Cornet                   | Louis Cornet Robert Mougin                   | Maserati 150S                 | Maserati 1.5L I4        | 35    |
| 41  | S 3.0  | 18 | Automobiles Talbot            | Geoffredo Zehender Jean Lucas                | Talbot-Lago Sport 2500        | Maserati 2.5L I6        | 32    |
| 42  | S 750  | 53 | Automobili Stanguellini       | Pierre Duval Georges Guyot                   | Stanguellini 750 Sport        | Fiat 0.7L I4            | 23    |
| 43  | S 750  | 47 | Moretti Automobili            | Marceau Esculus Francois Guillaud            | Moretti 750 Gran Sport        | Moretti 0.7L I4         | 22    |
| 44  | S 750  | 51 | Louis Héry                    | Louis Héry Lucien Pailler                    | Monopole X86                  | Panhard 0.7L Flat-2     | 5     |
| 45  | S 750  | 42 | Automobili O.S.C.A.           | Jean Laroche Rémy Radix                      | O.S.C.A. Sport 750            | O.S.C.A. 0.7L I4        | 4     |
| 46  | S 5.0  | 3  | Jaguar Cars Ltd.              | Jack Fairman Ken Wharton                     | Jaguar D-Type                 | Jaguar 3.4L I6          | 3     |
| 47  | S 5.0  | 2  | Jaguar Cars Ltd.              | Paul Frère Desmond Titterington              | Jaguar D-Type                 | Jaguar 3.4L I6          | 2     |
| 48  | S 3.0  | 11 | Scuderia Ferrari              | Alfonso de Portago Duncan Hamilton           | Ferrari 625LM Touring         | Ferrari 2.5L I4         | 2     |
| 49  | S 750  | 44 | Automobiles Deutsch et Bonnet | Fernand Carpentier Pierre Savary             | DB HBR5                       | Panhard 0.7L Flat-2     | 2     |

### Statistika
- Najhitrejši krog - #1 Jaguar Cars Ltd. - 4:20.0
- Razdalja - 4034.929km
- Povprečna hitrost - 168.122km/h

### Dobitniki nagrad
- 22nd Biennial Cup - #40 Automobiles Deutsch et Bonnet
- Index of Performance - #40 Automobiles Deutsch et Bonnet